# The Masked Singer (Reino Unido)
The Masked Singer é um talent show de competição de canto britânico baseado na franquia Masked Singer que se originou da versão sul-coreana do programa King of Mask Singer. Estreou na ITV em 4 de janeiro de 2020.

## Elenco
Em setembro de 2019 a ITV confirmou que o programa seria apresentado por Joel Dommett e que os jurados do The Masked Singer seriam o apresentador e comediante Jonathan Ross, a apresentadora de televisão Davina McCall, o ator e comediante norte-americano Ken Jeong, e a cantora, compositora e atriz Rita Ora.
No quinto episódio da primeira temporada da série, Donny Osmond, que apareceu como Pavão na versão estadunidense do programa, assumiu o lugar de Jeong como jurado. No sexto episódio, Sharon Osbourne apareceu como jurada convidada.
Em 19 de agosto de 2020, foi relatado que o comediante britânico Mo Gilligan substituiria Ken Jeong na banca de jurados da segunda temporada, devido às restrições de viagem relativas a pandemia de COVID-19 que impediam sua participação. No sexto episódio da segunda temporada, o comediante Alan Carr apareceu como convidado para as quartas de final do programa. No episódio seguinte, Matt Lucas também apareceu como um painelista convidado. A vencedora da primeira temporada, Nicola Roberts, apareceu como convidada no oitavo episódio.

## Temporadas
| Temporada | Temporada | Competidores | Episódios | Episódios | Originalmente exibido  | Originalmente exibido   |
| Temporada | Temporada | Competidores | Episódios | Episódios | Estreia da temporada   | Final da temporada      |
| --------- | --------- | ------------ | --------- | --------- | ---------------------- | ----------------------- |
|           | 1         | 12           | 8         | 8         | 4 de janeiro de 2020   | 15 de fevereiro de 2020 |
|           | 2         | 12           | 8         | 8         | 26 de dezembro de 2020 | 13 de fevereiro de 2021 |